# Malinovac
Malinovac falu Horvátországban, Eszék-Baranya megyében. Közigazgatásilag Magadenovachoz tartozik.

## Fekvése
Eszéktől légvonalban 40, közúton 52 km-re nyugatra, Nekcsétől 16 km-re északra, községközpontjától 4 km-re délnyugatra, a Szlavóniai-síkságon, a Nekcséről Alsómiholjácra menő út mentén, a Vučica régi és új medre között fekszik.

## Története
A régészeti leletek tanúsága szerint területén mát az őskorban is éltek emberek. Az alsómiholjác-nekcsei úttól nyugatra fekvő Blata I. lelőhelyen újkőkori, rézkori és bronzkori régészeti leleteket találtak. A földfelszínen kerámia és kőből készített eszközök töredékeit találták, amelyek a lelőhely domborzati helyzetével együtt jelzik az ősi település létezését. A Stara Vučicától délkeletre, a kućanci-kadići úttól nyugatra és egy egykori kis vízfolyástól északnyugatra található Blata II. lelőhely szelíd dombokon fekszik. Itt késő bronzkori régészeti leletek találhatók. A termőföld felszínén kerámiákat és háztartási eszközök töredékeit találták, amelyek szintén a lelőhely jelentős régészeti potenciáljának megléte mellett szólnak.
A falu a 20. század közepén keletkezett. A hagyomány szerint nevét onnan kapta, hogy lakói kis pénzért, olcsón jutottak hozzá a házaik építéséhez szükséges telkekhez. A fiatalok elvándorlása miatt lakosság száma az 1970-es évek óta folyamatosan csökken. 1991-ben lakosságának 93%-a horvát, 4%-a szerb, 3%-a jugoszláv nemzetiségű volt. 1991. szeptember 1-jén páncélozott katonai járműoszlop tartott a nekcsei helyőrségi laktanyából Alsómiholjác irányába négy, katonákkal teli teherautóval, harci felszereléssel megrakott három szállító páncélozott járművel és más járművekkel. Az oszlopot Malinovac faluban, a Vučica folyónál az oszlopot teherautók, traktorok, pótkocsik és egyéb járművek akadályai állították meg. Az akadályoknál mindössze tizenöt horvát rendőrt találtak. A JNA katonai konvojának parancsnokával folytatott tárgyalások során a rendőrparancsnok meggyőzte a tárgyalót, hogy a Nemzeti Gárda hadseregének erői a közeli erdőnél az út mindkét oldalán állnak. Erre az oszlop visszatért a nekcsei helyőrségbe. 2011-ben a falunak 92 lakosa volt.

## Lakossága
| Lakosság változása | Lakosság változása | Lakosság változása | Lakosság változása | Lakosság változása | Lakosság változása | Lakosság változása | Lakosság változása | Lakosság változása | Lakosság változása | Lakosság változása | Lakosság változása | Lakosság változása | Lakosság változása | Lakosság változása | Lakosság változása |
| ------------------ | ------------------ | ------------------ | ------------------ | ------------------ | ------------------ | ------------------ | ------------------ | ------------------ | ------------------ | ------------------ | ------------------ | ------------------ | ------------------ | ------------------ | ------------------ |
| 1857               | 1869               | 1880               | 1890               | 1900               | 1910               | 1921               | 1931               | 1948               | 1953               | 1961               | 1971               | 1981               | 1991               | 2001               | 2011               |
| 0                  | 0                  | 0                  | 0                  | 0                  | 0                  | 0                  | 0                  | 159                | 167                | 175                | 185                | 126                | 124                | 112                | 92                 |

(1948 és 1961 között településrészként, 1971-től önálló településként.)

## Gazdaság
A község gazdaságában a mezőgazdasági termelés és az állattenyésztés, a kereskedelem, valamint a vendéglátás dominálnak, és más tevékenységeknek csak kis részben vannak képviselve. Az állattenyésztés és a szántóföldi gazdálkodás mellett kedvezőek a feltételek a kertészet, a gyümölcstermesztés, a kisállatok (baromfi, sertéstenyésztés) és a virágkertészet fejlesztéséhez. Kedvezőek a feltételek a vadászathoz is. A falutól délre kiterjedt olaj- és gázmező található.

## Nevezetességei
A Havas Boldogasszony tiszteletére szentelt római katolikus temploma a šljivoševci plébánia filiája. A templomot 2012 és 2016 között építették.

## Oktatás
A tanulók a magadenovaci „Matija Gubec” általános iskolába járnak.